# 楫西貞雄
楫西 貞雄（かじにし さだお、1912年〈明治45年〉7月14日 - 1996年頃）は、日本の造園系都市計画家。

## 来歴
本人の文章によると、東京帝国大学農学部において、菊竹倉二と同じ研究室に所属していたという。
建設省計画局都市計画課や施設課長、大阪府土木部計画課技師、千葉市建設局等を歴任した。1958年当時は「協和コンサルタンツ顧問」であった。その後、社団法人日本緑化センター常務理事を務める。
1978年に第5回日本公園緑地協会北村賞を受賞。